# Densitometer (Geotechnik)
Ein Densitometer ist ein Gerät, mit dem die Dichte eines Bodens bestimmt werden kann. Es wird in der Bodenmechanik als eine von mehreren Möglichkeiten verwendet.

## Verwendung
Die Verwendung wird in der Geotechnik in DIN 18125-2 geregelt, man nennt diese Methode auch Ballonverfahren.
Nach dem Entfernen der Grasnarbe wird eine metallene Kreisringscheibe auf den anstehenden Boden aufgelegt. Durch das Loch im Metallring wird das Lockergestein um das 1 bis 1,5-fache des Ringinnendurchmessers ausgehoben. Eine mit Wasser gefüllte Gummiblase wird sodann mittels Densitometer in das Loch gedrückt. Am Densitometer ist eine Skala angebracht, an der (indirekt, nach Umrechnung) abgelesen werden kann, welches Wasservolumen in die Gummiblase gedrückt wurde, um darüber das Volumen des Lochs zu ermitteln. Dieses Volumen wird mit der Masse der feuchten Probe ins Verhältnis gesetzt – man erhält die Feuchtdichte. Durch Trocknung stellt man anschließend den Wassergehalt der Bodenprobe fest, um letztlich die Trockendichte des Bodens errechnen zu können.

## Andere Verfahren
Neben dem Densitometerverfahren benutzt man zur Dichteermittlung von Böden nach DIN 18125-2 unter anderem auch das Sandersatz- und das Zylinderentnahmeverfahren.